# مطار شياجي
مطار شياجي (بالصينية: 莎车机场) (إياتا: QSZ، إيكاو: ZWSC) مطار عام يقع بمدينة Zirefuxiati في الصين. يبلغ طول المدرج 3000 م. حصل المطار على موافقة مجلس الدولة الصيني واللجنة العسكرية المركزية في يناير 2014. وبلغت التكلفة التقديرية للبناء 541 مليون يوان. افتتح المطار في 1 أغسطس 2017 ليصبح المطار التاسع عشر في سنجان.

## شركات الطيران والوجهات
| شركـات طيـران          | الوجهات                                     |
| ---------------------- | ------------------------------------------- |
| خطوط شرق الصين الجوية  | مطار شيان شيانيانغ الدولي                   |
| طيران الصين اكسبرس     | مطار كاشغر الدولي، مطار كورلا               |
| خطوط جنوب الصين الجوية | مطار أورومتشي ديوبو الدولي                  |
| خطوط تيانجين الجوية    | مطار كوغا كويشي، مطار أورومتشي ديوبو الدولي |
| طيران التبت            | مطار نغاري غونشا، مطار شينينغ الدولي        |

## وصلات خارجية
- http://www.flightstats.com/go/Airport/airportDetails.do?airportCode=